# 中央ライナー (高速バス)
中央ライナー号（ちゅうおうライナーごう）は、首都圏（東京駅・新宿駅・多摩地区）と岐阜県・愛知県の中央自動車道沿線を直行便で結ぶ高速乗合バスである。

## 運行会社
- ジェイアールバス関東：中央ライナーなごや号
- 東濃鉄道：中央ライナー可児号・ドリーム可児号
  - 中央ライナー可児1号、ドリーム可児2号はジェイアールバス関東が東濃鉄道に運行を委託。

## 系統・停留所
奇数号が下り便（名古屋駅行・可児行）、偶数号が上り便（新宿駅行）。

### 運行系統
中央ライナー可児1・2号（可児系統・昼行便）
ドリーム可児1・2号（可児系統・夜行便）

### 停車停留所
凡例
※：中央道本線上にはない停留所、▼：下り乗車・上り降車専用、▲：上り乗車・下り降車専用、｜：通過、∥：経由せず
| 停留所名                                | 中央ライナー可児号 | ドリーム可児号 (夜) | 所在地 | 所在地         |
| --------------------------------------- | ------------------ | ------------------- | ------ | -------------- |
| 東京駅（発：八重洲南口、着：日本橋口）※ | ●                  | ●                   | 東京都 | 千代田区       |
| バスタ新宿（新宿駅）                    | ▼                  | ▼                   | 東京都 | 渋谷区         |
| 中央道三鷹                              | ▼                  | ｜                  | 東京都 | 三鷹市         |
| 中央道深大寺                            | ▼                  | ｜                  | 東京都 | 調布市         |
| 中央道府中                              | ▼                  | ｜                  | 東京都 | 府中市         |
| 中央道日野                              | ▼                  | ｜                  | 東京都 | 日野市         |
| 中央道昼神温泉                          | ▲                  | ｜                  | 長野県 | 下伊那郡阿智村 |
| 中央道馬篭                              | ▲                  | ▲                   | 岐阜県 | 中津川市       |
| 中津川インター                          | ｜                 | ｜                  | 岐阜県 | 中津川市       |
| 中津川駅※                               | ▲                  | ▲                   | 岐阜県 | 中津川市       |
| 中央道瑞浪天徳                          | ▲                  | ▲                   | 岐阜県 | 瑞浪市         |
| 金岡町4丁目※                            | ▲                  | ▲                   | 岐阜県 | 多治見市       |
| 多治見駅※                               | ▲                  | ▲                   | 岐阜県 | 多治見市       |
| 名鉄緑台中央※                           | ▲                  | ▲                   | 岐阜県 | 多治見市       |
| 明和団地※                               | ▲                  | ▲                   | 岐阜県 | 多治見市       |
| 桜ヶ丘1丁目※                            | ▲                  | ▲                   | 岐阜県 | 可児市         |
| 皐ヶ丘6丁目※                            | ▲                  | ▲                   | 岐阜県 | 可児市         |
| 可児駅前※                               | ▲                  | ▲                   | 岐阜県 | 可児市         |
| 可児市役所前※                           | ▲                  | ▲                   | 岐阜県 | 可児市         |
| 可児車庫※                               | ▲                  | ▲                   | 岐阜県 | 可児市         |

### 途中休憩
- 東濃鉄道便は、談合坂SA、諏訪湖SA、神坂PA[1]。
- JRバス関東便は、境川PA、小黒川PA、神坂PA（2014年2月1日より）[2]。

### 乗務員交代
- JRバス関東便は、小黒川PAで乗務員交代がある。
- 東濃鉄道便は途中で乗務員交代はない。大幅遅延が見込まれるときは乗務員2名体制となる場合もある。

### 廃止された系統
中央ライナー101・102号（多治見・瀬戸系統）
新宿駅※ - 中央道三鷹 - 中央道深大寺 - 中央道府中 - 中央道日野 - 中央道昼神温泉 - 中央道馬篭 - 中津川会所沢※ - 淀川※ - 中津川駅※ - 中央道瑞浪天徳 - 金岡町4丁目※ - 多治見駅※ - 総合体育館前※ - 市之倉※ - 品野※ - 瀬戸駅前※ - 瀬戸市駅※
- ※は中央道本線上にはない停留所。
- 中央道三鷹～中央道日野の各停留所は下り乗車・上り降車専用、中央道昼神温泉～瀬戸駅前の各停留所は上り乗車・下り降車専用。
- 途中休憩は談合坂SA、諏訪湖SA、阿智PA。
- 2011年9月30日運行終了。

新宿ライナー三河・なごや号
新宿駅新南口 - 池尻大橋<上り便のみ> - 東名江田 - 岡崎駅 - 三河安城駅（新幹線北口） - 名古屋駅
- 池尻大橋（上り便のみ停車）、東名江田は下り乗車・上り降車専用。
- 岡崎駅、三河安城駅は上り乗車・下り降車専用。
- 下り（1号）はJRバス関東が運行、三ヶ日IC付近のJRバス関東三ヶ日営業所で乗務員交代していた。
- 上り（2号）はJR東海バスが運行、JR東海バス静岡支店が隣接する東名静岡バス停で乗務員交代していた。
- 途中休憩は足柄SA、浜名湖SA。
- 2012年5月31日運行終了。

中央ライナーなごや号
東京駅 - バスタ新宿（新宿駅） - 中央道三鷹 - 中央道深大寺 - 中央道府中 - 中央道日野 - 中央道昼神温泉 - 中央道馬篭 - 中津川インター - 中央道瑞浪天徳 - 中央道桃花台 - 栄 - 名古屋駅新幹線口
- 2024年2月29日運行終了。

## 歴史
- 2001年（平成13年）3月20日 - 「中央ライナー」新宿駅 - 名古屋駅間（名古屋駅系統）、昼行便1日2往復で運行開始[3]。JRバス関東・JR東海バスの共同運行[3]。
- 2002年（平成14年）
  - 2月15日 - 「中央ライナー」新宿駅 - 中津川駅間（中津川駅系統）の昼行便[4]、1日1往復で運行開始。JR東海バスが運行[4]。
  - 7月7日 - 当路線に乗務していたJR東海バス運転士が酒気帯び運転で接触事故を起こす[5]。
  - 7月24日 - 上記事故に対し中部運輸局がJR東海バスに対し150日車（75日×2両）の車両使用停止と75日間の路線運行停止の行政処分を科す。処分期間は同年8月26日 - 11月8日で、この間はJRバス関東が代わりに運行し、また、JR東海バスが路線運行停止となったため、同社は処分期間中の期間限定でJRバス関東に運行を委託し、乗務員も臨時に全区間がJRバス関東の乗務となった[6]。
- 2003年（平成15年）7月18日 - 名古屋駅系統を1日3往復に増便（JRバス関東便）。
- 2004年（平成16年）
  - 4月1日 - 名古屋駅系統を1日4往復に増便（JR東海バス便）。
  - 7月16日 - 中央道三鷹・中央道深大寺・中央道府中・中央道日野のバス停に停車（上り便は降車、下り便は乗車）。
  - 12月17日 - 名古屋駅系統を1日5往復に、中津川駅系統を1日2往復（うち上り1便は夜行便）に増便。
- 2006年（平成18年）
  - 3月1日 - 中津川駅系統を多治見駅まで延伸（多治見駅系統）。
  - 7月20日 - 「中央ライナー」新宿駅 - 可児車庫間で運行開始。昼行・夜行各1往復。JRバス関東と東濃鉄道が共同運行。多治見駅系統を瀬戸駅前まで延伸（瀬戸系統）。
  - 12月15日 - 名古屋駅系統を1日4往復に減便。
- 2007年（平成19年）
  - 10月18日 - 瀬戸系統を瀬戸市駅まで延伸。
  - 10月19日 - 新宿駅発名古屋駅行全便が栄バス停（名古屋市中区）停車（降車のみ）。
- 2009年（平成21年）
  - 6月1日 - この日より同月30日までの期間限定で、東名ハイウェイバス・ドリーム号開業40周年謝恩として「スーパー早売」運賃を設定（新宿 - 名古屋間）。
  - 7月17日 - 早期購入割引「早売1」を毎日設定に変更。便と席数は限定。
  - 12月18日 - 名古屋駅系統を1日4往復から1日3往復に減便。減便させた1往復は、昼行便の新路線「新宿ライナー三河・なごや号」として運行開始。新宿駅新南口・東名江田 - 岡崎駅・三河安城駅・名古屋駅。
- 2010年（平成22年）7月1日 - 「中央ライナー」名古屋駅系統と「新宿ライナー三河・なごや号」の早売が、東名ハイウェイバスと同等の割引運賃に変更（新宿 - 名古屋間、最安値2,280円～）。
- 2011年（平成23年）9月30日 - 「中央ライナー」瀬戸系統（101号・102号）の運行終了。
- 2012年（平成24年）
  - 5月31日 - 「新宿ライナー三河・なごや号」運行終了。翌6月1日以降は、東京～名古屋ノンストップ便「新東名スーパーライナー号」（東名ハイウェイバス）の3号・4号として運行。
  - 7月1日 - 名古屋駅系統を「中央ライナーなごや号」、可児系統を「中央ライナー可児号」に名称変更。「中央ライナーなごや号」は新宿駅経由の東京駅発着に変更（延伸）。
  - 12月21日 - この日より中央ライナー可児203号・204号（夜行便）に隣が異性にならない「女性優先予約席」を設定。
- 2015年（平成27年）3月19日 - 「中央ライナーなごや号」のうち1往復を新東名高速道路経由の「新東名スーパーライナー新宿号」に振り替え[7]。
- 2016年（平成28年）4月4日 - 新宿駅の発着場所をバスタ新宿（新宿駅）に変更。
- 2019年（令和元年）
  - 6月1日 - 「中央ライナー可児号」のダイヤ改正を実施し、201号を新宿発夕方に変更、JRバス関東担当便（201号・202号）を東濃鉄道に移管[8]。
  - 10月1日 - 消費税率引き上げに伴う運賃改定[9][10]。
- 2021年（令和3年）4月1日 - 可児系統のリニューアルを実施。中央ライナー可児201・202号を中央ライナー可児1・2号に、中央ライナー可児203・204号をドリーム可児1・2号に名称変更。東京駅発着に延伸。全便が中津川駅、可児駅への乗り入れを開始。中津川会所沢、淀川停留所を廃止。2席を確保できる「Wシート」を設定[11]。
- 2024年（令和6年）2月29日 - この日の運行をもって「中央ライナーなごや号」を廃止[12]。

## 使用車両
- 4列ワイドシート車両（補助席無し・センターアームレスト付きの幅広4列、楽座シート）。
  - いずれも車内トイレ付き。整備や増車等の都合でシート等の車内設備が変更となる場合もある。一部車両は座席ACコンセントや空気清浄機を搭載。

## 乗車券

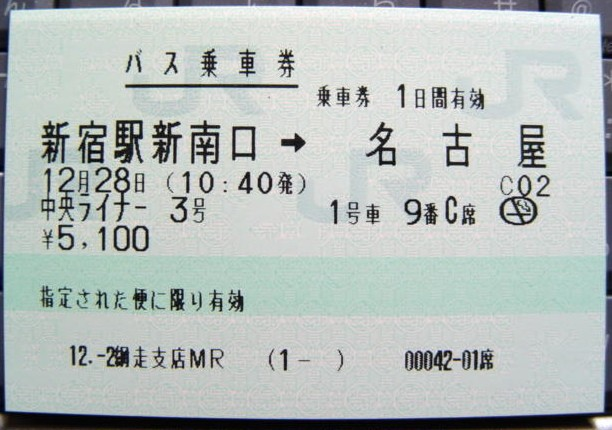
みどりの窓口発券乗車券（2003年頃）

- 予約・購入は、東京駅八重洲南口のりば・バスタ新宿のりば・名古屋駅新幹線口などのJRハイウェイバス窓口・東鉄観光中央支店・バス会社へ電話予約・予約サイト高速バスネットなど。発売開始は乗車する1ヶ月1日前の午前10時。
- 名古屋駅系統便と可児系統便とを組み合わせた往復割引乗車券は購入できない。
- 2012年7月1日以降 - JR駅みどりの窓口で乗車券発売終了。東京 - 名古屋間で、東名ハイウェイバスと組み合わせた往復割引適用（共通乗車）が可能になる。
- 中央ライナー可児203号・204号（夜行便）には隣が異性にならない「女性優先予約席」を設定。
  - 2021年4月1日現在の設定状況は東鉄バスホームページに記載がないため不明。
- 2021年4月1日より、中央ライナー可児1・2号、ドリーム可児1・2号には、1人で2席利用可能な「Wシート」を設定。